# スター・マイ・セレクション・シリーズ/西城秀樹
『スター・マイ・セレクション・シリーズ/西城秀樹』（スター・マイ・セレクション・シリーズ さいじょうひでき）は、西城秀樹のベスト・アルバム。1978年12月5日にRCAから発売された。

## 内容
- 西城秀樹が厳選した楽曲を収録したベスト・アルバムである。
- LPのA面は、1972年のデビュー曲「恋する季節」から1978年の「ブルースカイ ブルー」（26枚目）までのシングルA面収録曲の中から厳選されている。各楽曲の冒頭には、西城自身のナレーションにより楽曲が紹介されている。
- LPのB面は、過去のアルバム収録曲及びシングルB面収録曲の中から厳選されている。

## 収録曲
| #   | タイトル                                     | 作詞                                 | 作曲               | 編曲       |
| --- | -------------------------------------------- | ------------------------------------ | ------------------ | ---------- |
| A1. | 「恋する季節」                               | 麻生たかし                           | 筒美京平           | 高田弘     |
| A2. | 「情熱の嵐」                                 | たかたかし                           | 鈴木邦彦           | 馬飼野康二 |
| A3. | 「ちぎれた愛」                               | 安井かずみ                           | 馬飼野康二         | 馬飼野康二 |
| A4. | 「激しい恋」                                 | 安井かずみ                           | 馬飼野康二         | 馬飼野康二 |
| A5. | 「傷だらけのローラ（フランス語バージョン）」 | さいとう大三 J.Royal（フランス語詞） | 馬飼野康二         | 馬飼野康二 |
| A6. | 「君よ抱かれて熱くなれ」                     | 阿久悠                               | 三木たかし         | 三木たかし |
| A7. | 「炎」                                       | 阿久悠                               | 馬飼野康二         | 馬飼野康二 |
| A8. | 「ブルースカイ ブルー」                      | 阿久悠                               | 馬飼野康二         | 馬飼野康二 |
| B1. | 「とどかぬ愛 -Que Je T'aime-」               | J.Renard G.Thibaut 千家和也（訳詞）  | J.Renard G.Thibaut | 渡辺茂樹   |
| B2. | 「海辺の駅へ」                               | 伊藤アキラ                           | 美樹克彦           | 惣領泰則   |
| B3. | 「瞳の面影 -My Eyes Adored You-」            | Kenny Nolan たかたかし（訳詞）       | Kenny Nolan        | 芳野藤丸   |
| B4. | 「カモン・ベイビー」                         | 一の宮はじめ                         | 芳野藤丸           | 芳野藤丸   |
| B5. | 「風と共に愛は去り」                         | 阿久悠                               | 馬飼野康二         | D.Roberts  |
| B6. | 「我が青春のフィナーレ」                     | 阿久悠                               | 三木たかし         | 三木たかし |
| B7. | 「ふたりだけの夜」                           | 阿久悠                               | 三木たかし         | 三木たかし |